# Cent (musique)
Le cent est une unité logarithmique de mesure des intervalles musicaux, proposée en 1885 par Alexander John Ellis (voir aussi Logarithmes musicaux).
Il est utilisé notamment pour décrire les intervalles d'une gamme ou pour calculer les intervalles d'un tempérament ou d'un système d'accordage. Il fait partie des outils d'étude des musiques non-européennes.

## Histoire
Gaspard de Prony avait proposé en 1832 d'exprimer les intervalles sur une échelle logarithmique à base {\displaystyle {\sqrt[{12}]{2}}}, en appliquant « des procédés analogues à la nature des quantités soumises au calcul ». L'unité est le demi-ton.
Alexander John Ellis décrit en 1880 un nombre élevé de diapasons anciens qu'il avait relevés ou calculés. Notant que Prony avait proposé « le système qui mesure les intervalles en demi-tons égaux et fractions », mais ajoutant qu'« il n'avait pas pu voir son travail », il indique en demi-tons avec deux décimales, c'est-à-dire avec une précision au centième de demi-ton, les intervalles qui les sépare d'un diapason grave théorique, la3 = 370 Hz, pris comme référence : c'est l'origine du système des cents.
Ellis publie en 1885 « On the Musical Scales of Various Nations » (« Des échelles musicales de différentes nations »), dans lequel il compare les intervalles d'échelles musicales décrites par diverses théories musicales et les exprime en centièmes de demi-ton, c'est-à-dire sur une échelle logarithmique à base {\displaystyle {\sqrt[{1200}]{2}}}, unité à laquelle il donne le nom de cent.
Depuis 1885, cette unité a connu un succès mondial, supplantant les autres unités logarithmiques proposées jusque là et que le savart, imaginé et décrit plus tard, n'a pas réussi à détrôner.

## Valeur d'un intervalle en cents
La gamme chromatique tempérée est composée de 12 demi-tons identiques. L'octave vaut donc 1200 cents. Le rapport de fréquences pour une octave étant de 2, on utilise le logarithme binaire ou logarithme de base 2. La racine douzième de 2, soit {\displaystyle {\sqrt[{12}]{2}}} (ou 21/12) , est le rapport de fréquences du demi-ton tempéré, {\displaystyle {\sqrt[{1200}]{2}}} est celui du cent. Ainsi la valeur en cents de l'intervalle {\displaystyle i} entre deux sons de fréquences fondamentales {\displaystyle f_{1}} et {\displaystyle f_{2}} est :
Avec la formule générale du changement de base, on peut écrire cette valeur en faisant usage du logarithme décimal log ou du logarithme népérien ln : 
{\displaystyle i=1200\times {\log \left({f_{2} \over f_{1}}\right) \over \log 2}=1200\times {\ln \left({f_{2} \over f_{1}}\right) \over \ln 2}}
L'intervalle {\displaystyle i} exprimé en cents se convertit en rapport de fréquences par :

## Utilisation des cents
Dans son article de 1885, Ellis explique que les rapports de fréquence « ne suggèrent aucune idée aux musiciens [...] Une autre manière de les exprimer est nécessaire, en particulier pour décrire des échelles ». Il décrit la division du demi-ton en 100 parties, les cents. Il montre de petites divergences du tempérament égal par divers accordeurs et sur divers instruments, puis décrit de très nombreuses échelles du monde entier. Dans sa traduction de Helmholtz, Ellis donne la valeur en cents de nombreux intervalles décrits par Helmholtz.
Le tome 5 de La Musique arabe, l'ouvrage publié sous le nom du baron d'Erlanger, contient un appendice consacré au cent. Il propose une méthode de calcul des cents « aujourd'hui suivie par la plupart des musicologues ». Curt Sachs, en 1943, écrit que « l'équipement des étudiants en musique primitive et orientale a été complété en 1890 par le système des cents d'Alexandre J. Ellis ». Il ajoute qu'avec le phonographe, « le système d'Ellis a ajouté une nouvelle branche au complexe des sciences musicales [...], la branche primitive et orientale de la musicologie ». Vingt ans plus tard, dans son ouvrage posthume The Wellsprings of Music, Sachs note qu'en dehors de la France, les savarts ont été supplantés par le système des cents
Dans le Harvard Dictionary of Music (1950), Willy Apel définit le cent comme « l'unité d'une méthode scientifique et exacte de mesure des intervalles musicaux [...] adoptée généralement en acoustique comme en musicologie comparative ». Depuis, les cents sont généralement utilisés pour la description des échelles musicales, notamment dans des musiques non européennes, pour le commentaire des tempéraments et des systèmes d'accordage, des systèmes musicaux anciens, et pour certains aspects de la perception des intervalles.